# Commanderie de Quittay
La commanderie de Quittay est une commanderie de l'ordre du Temple dévolue aux Hospitaliers située dans la région Pays de la Loire en France.

## Situation géographique
La commanderie de Quittay est située dans le département de la Mayenne à proximité de Saint-Georges-Buttavent, à 2 km au nord du bourg. Elle se situait au lieu-dit Le Grand Quittay. Le village s'appelait alors Saint-Georges-de-Quittay.

## Désignations avant 1312
- Sanctus Georgius de Quitteio, Saint-Georges-Buttavent, 1204 (cartulaire de Savigny)
- Fratres militie Templi de Quittayo, 1262 (Bibliothèque nationale, lat., nouv. acq. 1254)
- La commanderie d'Acquitay, XIVe siècle (Archives de la Vienne, II/3. 862)

## Possessions
C'est une commanderie de l'ordre du Temple qui passa aux Hospitaliers de l'ordre de Saint-Jean de Jérusalem. Echerbay (aujourd'hui Echerbé) est un établissement templier repris par la commanderie hospitalière de Quittay. Un acte de 1265 atteste la présence des chevaliers du Temple à Quittay à cette date.
En appelant les chevaliers du Temple — avant le XIIIe siècle — les seigneurs de Mayenne les exemptèrent de toute vassalité. La châtellenie, ayant juridiction contentieuse, sceaux, institution de notaires, ressortissait directement à la cour du Mans, puis au présidial de Château-Gontier ; et les assises se tenaient au palais de Mayenne.
Alain d'Avaugour donna en 1265 à Quittay deux vassaux : Hamelin, dit Renaud de Mayenne, et Geoffroy, dit Lot, et droits d'usages pour trente étagers, mansionarii. Cent ans plus tard, Isabeau d'Avaugour, dame de Mayenne, et Juhel d'Avaugour, soi-disant capitaine de Mayenne, durent reconnaître ces privilèges qu'ils avaient violés.

## Source partielle
« Commanderie de Quittay », dans Alphonse-Victor Angot et Ferdinand Gaugain, Dictionnaire historique, topographique et biographique de la Mayenne, Laval, A. Goupil, 1900-1910 [détail des éditions] (BNF 34106789, présentation en ligne)